# Hitte-eilandeffect

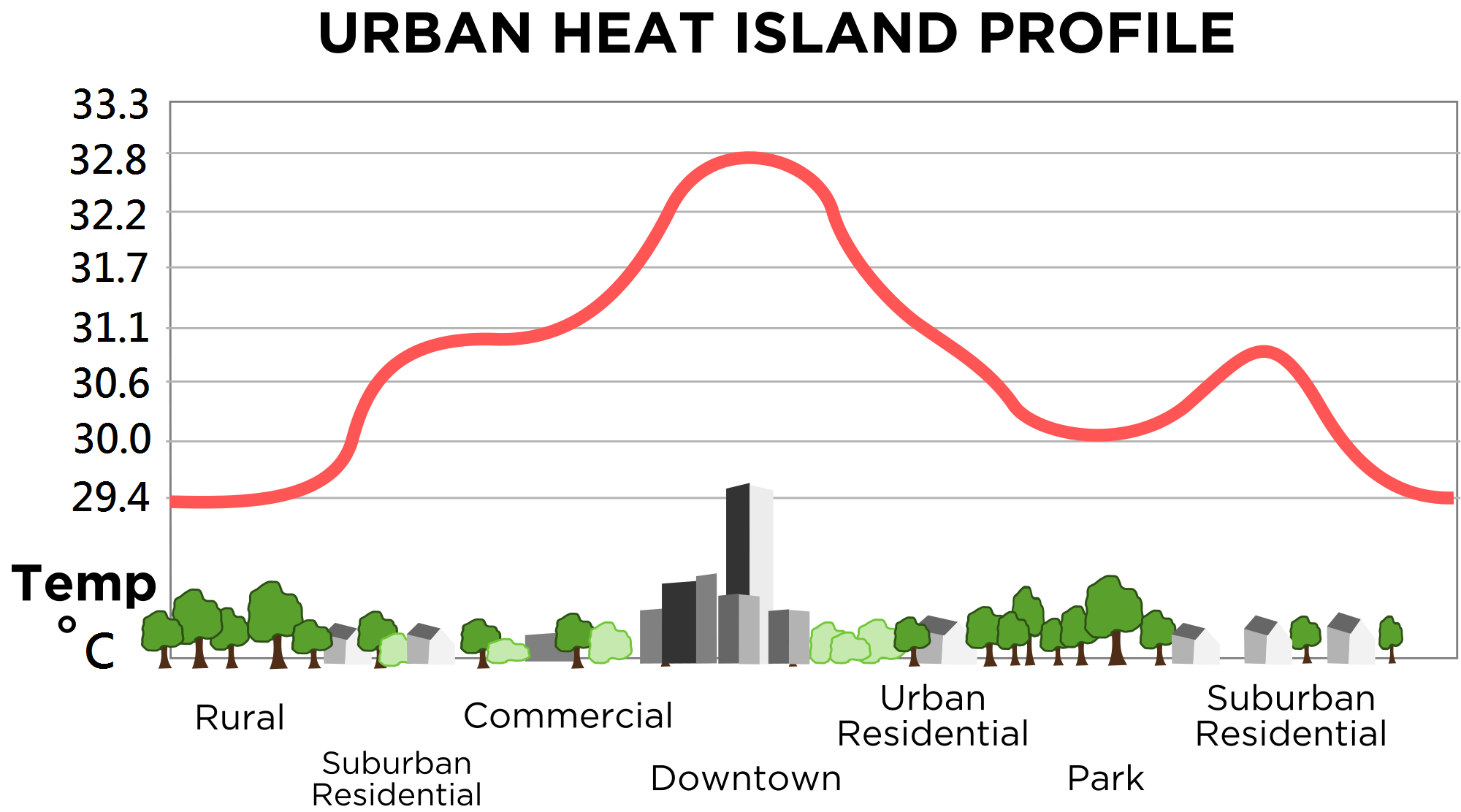
Temperatuurprofiel boven een stad. In de stad is het tot 4°C warmer dan in het omringende landelijke gebied.

Het hitte-eilandeffect of urban heat island effect (UHI) is het fenomeen dat de temperatuur in een stedelijk gebied gemiddeld hoger is dan in het omliggende landelijk gebied. De belangrijkste oorzaken van het UHI zijn de absorptie van zonlicht door de in de stad aanwezige donkere materialen en de relatief lage windsnelheden. Door het UHI worden problemen tijdens hittegolven, zoals hittestress, verergerd. Bouwkundige maatregelen en meer groen in de stad verminderen het UHI.

## Oorzaken
Het temperatuurverschil tussen stad en omgeving kan oplopen tot 4°C, en is 's nachts het hoogst. Het verschil wordt veroorzaakt doordat:
- in steden meer zonlicht wordt geabsorbeerd dan in omliggende gebieden door de daar aanwezige, donkere materialen, zoals asfalt;
- de afkoeling door straling lager is in de stad dan in het landelijk gebied;
- er vermindering in warmteverlies van gebouwen is door lagere windsnelheden;
- er warmte vrijkomt door menselijke activiteiten zoals verwarming, gemotoriseerd vervoer, airconditioning, fabrieken etc.;
- er in steden 10 tot 20% minder verdamping plaatsvindt omdat ze grotendeels uit verhard oppervlak bestaan.

Het fenomeen dat het in een stad warmer is dan in het omliggende platteland is reeds lang bekend. In eerste instantie werd dit vooral toegeschreven aan het gebruik van brandstof in de stedelijke omgeving. De absorptie van warmte blijkt echter een belangrijkere rol te spelen. Er is weinig bekend over het UHI in Nederland. De situatie in Nederlandse steden is anders dan in de meeste andere landen, omdat er relatief veel water is en omdat de warmtecapaciteit van de Nederlandse huizen relatief laag is. Wel is het proces onderzocht op Aruba, waar boskap ten behoeve van woningbouw en toerisme van Oranjestad een hitte-eiland heeft gemaakt.

## Gevolgen
Door hoge temperaturen tijdens hittegolven neemt de arbeidsproductiviteit af. Hittestress leidt tot een toename van de morbiditeit en mortaliteit. Veel voorkomende symptomen zijn vermoeidheid en duizeligheid, maar ook verwardheid, prikkelbaarheid, angst en agressie. Hitte kan bij mensen met een zwak hart leiden tot hartritmestoornissen of hartfalen. Het heeft direct impact op de gezondheid van mensen en in het bijzonder op de gezondheid van kwetsbare groepen.
De infrastructuur slijt sneller bij hogere temperaturen. Het leidt er toe dat het asfalt minder lang mee gaat. Bij daken voorzien van een lichtgekleurd grind blijkt dat de dakbedekking langer mee gaat.

## Maatregelen
Nieuwe huizenblokken kunnen zo gebouwd worden dat de wind warmte beter kan afvoeren vanuit binnenplaatsen en straten.
De zonnewarmte kan buiten de huizen worden gehouden door buitenzonwering zoals zonneschermen (geen binnenzonwering) en door nachtkoeling, zodat airconditioning niet nodig is. Airconditioning zorgt voor meer hitte op straat en verergert dus het hitte-eilandeffect, en kost bovendien veel elektriciteit, terwijl tijdens hittegolven elektriciteit schaars kan worden door gebrek aan koelwater voor elektriciteitscentrales.
Een manier om het hitte-eilandeffect te verminderen, is het planten van bomen. In steden staan relatief weinig bomen. Deze hebben een verkoelend effect: de temperatuur eronder is lager door de schaduwvorming, ze verdampen water en ze absorberen minder zonlicht dan bijvoorbeeld asfalt. Bomen hebben ook een positief effect op de waterhuishouding en de luchtkwaliteit.
Andere maatregelen om het hitte-eilandeffect te verminderen zijn de aanleg van groene daktuinen en groene gevels, en het gebruik van wegdekken die minder warmte absorberen.

## Klimaatverandering
De klimaatscenario's van het KNMI geven aan dat de gemiddelde temperatuur in de zomer 0,9 tot 2,8 graden warmer zal zijn in 2050 ten opzichte van 1990 door de opwarming van de Aarde. Hittegolven zullen vaker voorkomen en langer duren. De relatief hoge temperaturen in de stedelijke gebieden zijn een lokaal effect. Een hogere temperatuur heeft ook een indirect effect doordat er minder verwarmd of meer gekoeld moet worden; hierdoor wordt er minder of meer van het broeikasgas CO2 uitgestoten. Het is niet duidelijk hoe de balans daarvan uitvalt.